# John Gulager
John Thompson Gulager (Nova Iorque, 09 de dezembro de 1957) é um ator, cinegrafista e diretor estadunidense, trabalha principalmente dirigindo filme de terror.

## Filmografia como diretor
- 2017 - Children of the Corn: Runaway
- 2013 - Noite dos Zumbis (Zombie Night)
- 2012 - Piranha 2 (Piranha 3DD)
- 2009 - Banquete no Inferno 3: O Final Feliz (Feast 3: The Happy Finish)
- 2008 - Banquete no Inferno 2 (Feast II - Sloppy Seconds)
- 2005 - Banquete no Inferno (Feast)